# Architettura del ferro
L'architettura del ferro (in inglese: cast-iron architecture, "architettura in ghisa"; in francese: architecture métallique, "architettura metallica") è un tipo di produzione architettonica diffusasi in Europa tra la fine dell'Ottocento e la prima metà del Novecento. I luoghi di maggiore diffusione di questa tecnologia applicata sono la Francia e l'Inghilterra, sebbene abbia avuto una buona diffusione anche in Italia.

## Dall'avvento dell'ingegneria agli albori del Novecento

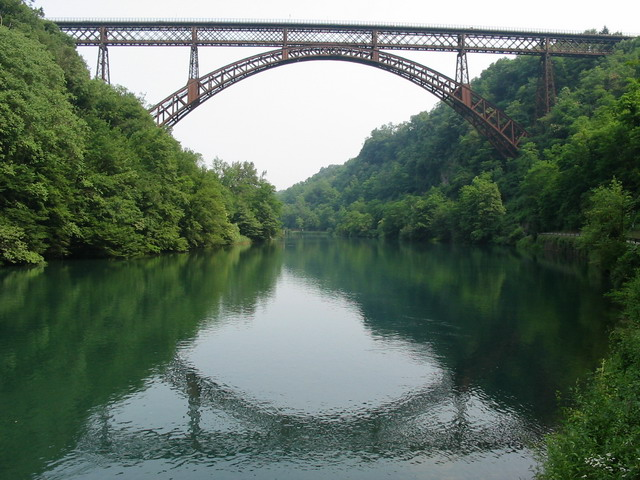
Il Ponte di Paderno, sull'Adda.

Lo sviluppo dell'ingegneria è essenzialmente legato ai processi di industrializzazione che si avviano in Inghilterra alla fine del XVIII secolo e che si diffondono rapidamente in molte altre nazioni.

Un passo importante nell'istituzione del nuovo ordine degli Ingegneri si ebbe nel 1794, con la fondazione della École polytechnique e l'istituzione, presso la medesima università, di un corso in Scienza delle costruzioni.

Infatti le importanti innovazioni tecnologiche legate alla Rivoluzione industriale portarono ad un notevole incremento della produzione di acciaio e ghisa, con una sensibile riduzione dei costi; questi materiali, in passato utilizzati in architettura solo per la realizzazione di elementi accessori (grappe, ancoraggi, tiranti), trovarono quindi una maggiore applicazione anche nell'edilizia, dove furono utilizzati essenzialmente per la realizzazione di ponti in ferro, d'edifici con scheletro metallico e di coperture trasparenti in acciaio e vetro. Pertanto, gli impieghi più spettacolari e importanti di questa nuova tecnologia sono ponti, serre, edifici per Esposizioni universali, capannoni industriali, stazioni ferroviarie, mercati coperti, e gallerie per il pubblico passeggio.

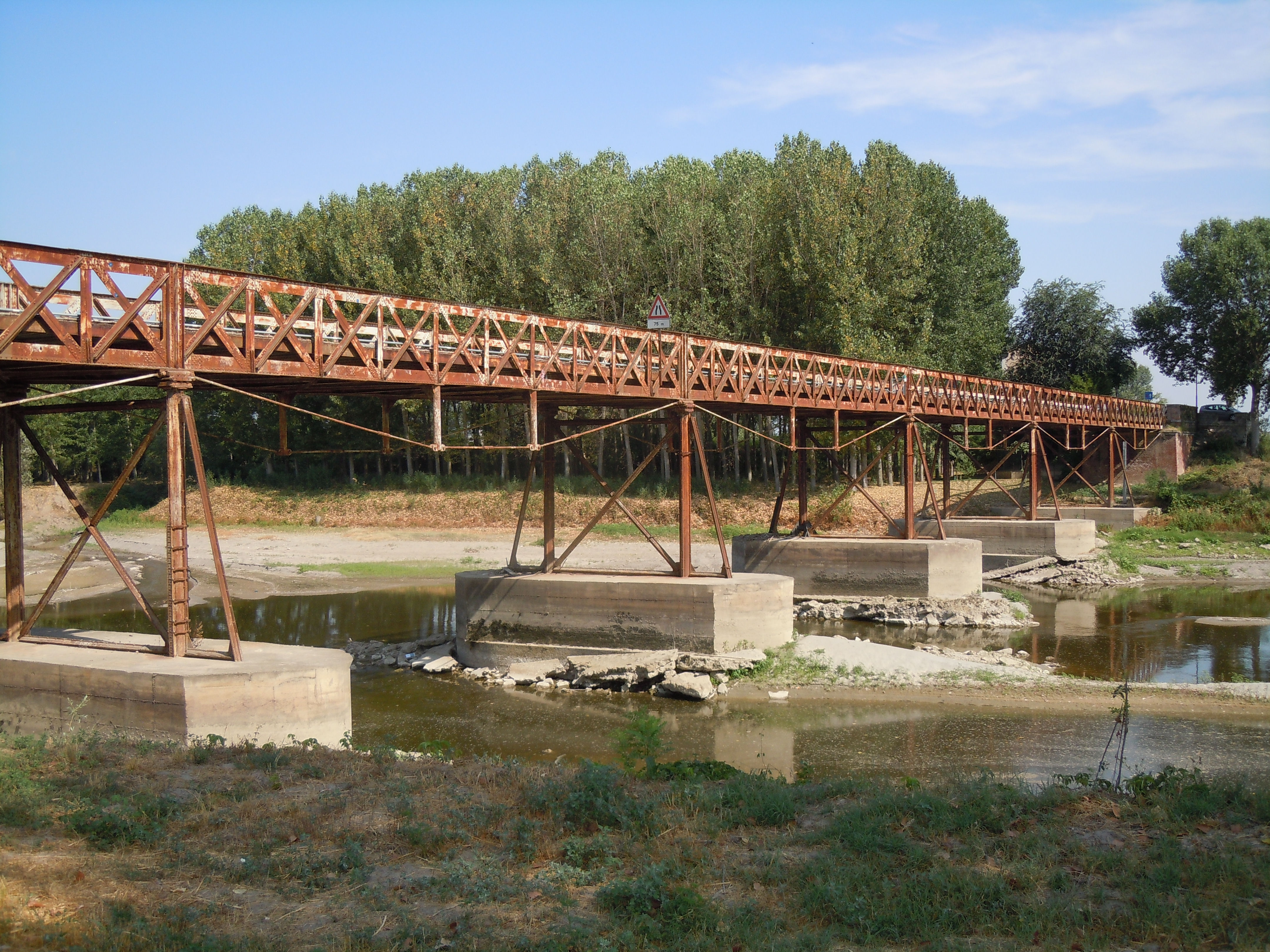
Ponte sull'Oglio, nel Parco dell'Oglio Sud.

Tuttavia l'applicazione di questi nuovi materiali da costruzione non porterà alla formazione di uno stile completamente autonomo dai vari revival ottocenteschi, ma spesso si limiterà alla realizzazione di coperture su invasi neoclassici, neogotici o neorinascimentali.

Perfino le opere realizzate interamente in ferro non raggiungeranno mai una vera indipendenza dai gusti, dalle forme e dal senso dell'architettura eclettica ottocentesca. Caso emblematico è quello della Torre Eiffel a Parigi, dove gli archi che si aprono dalla base fino al primo livello della torre, posto a circa 50 metri d'altezza, non sono portanti, ma sono appesi alla struttura. Questi elementi, evidentemente privi di qualsiasi funzione statica, rappresentano quindi una sorta di inutile dipendenza dalle forme classiche, alla quale il progettista, l'ingegner Gustave Eiffel, fu costretto a sottomettersi.
Sul finire dell'Ottocento le costruzioni in acciaio trovano grande fortuna negli Stati Uniti d'America ed in particolar modo a Chicago, dove furono realizzati i primi grattacieli del mondo. Ben presto questa tecnica costruttiva si diffonderà rapidamente in tutto il paese, in particolare a New York, dove, col nuovo secolo, sorgeranno edifici alti anche più di trecento metri.

## Le opere principali
In Francia:

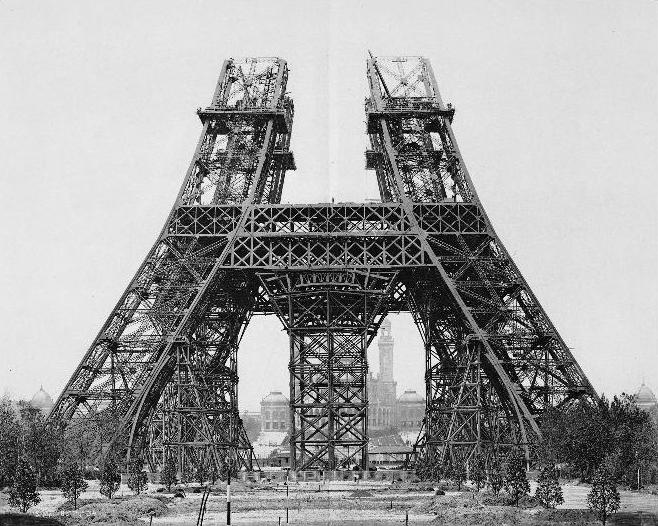
La Torre Eiffel in costruzione.

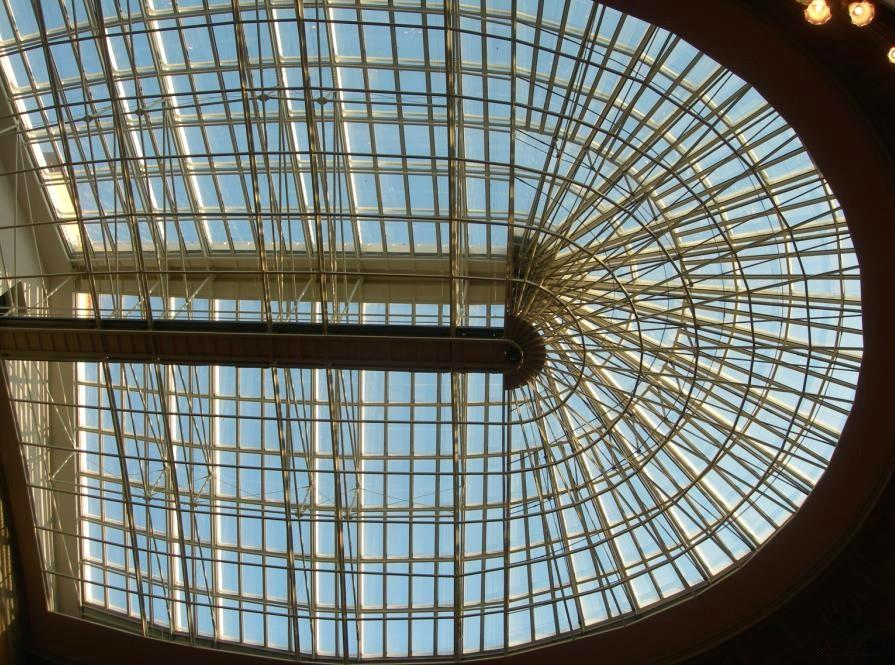
La copertura del Teatro Goldoni di Livorno.

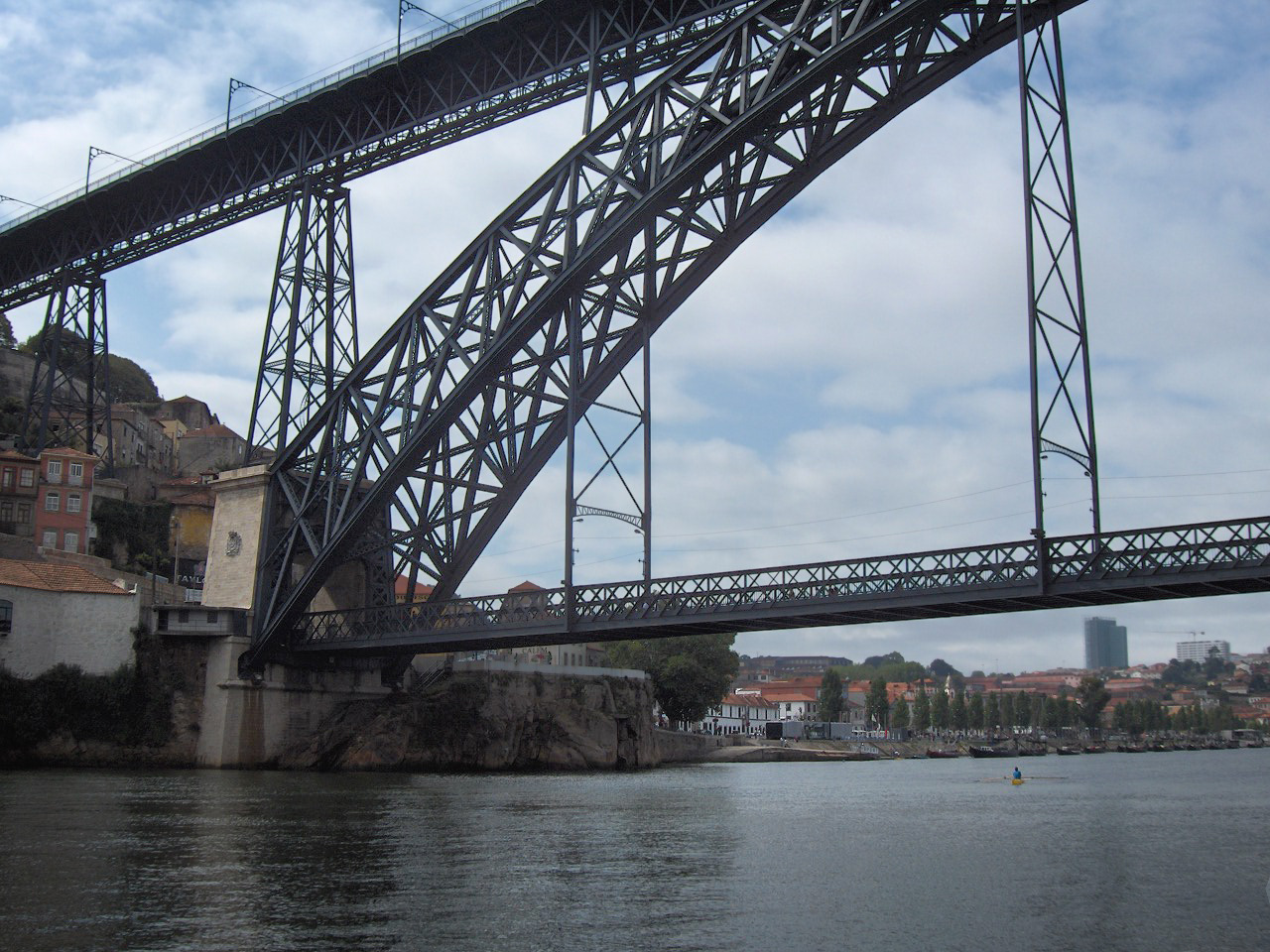
Il ponte di Porto.

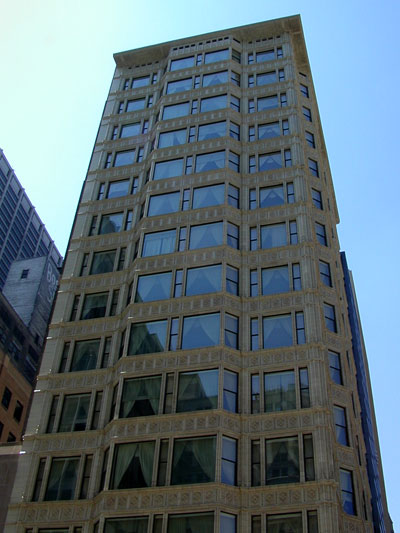
Reliance Building a Chicago.

- Cupola della Halle aux Blés, realizzata da François-Joseph Bélanger nel 1806
- Galerie d'Orléans a Parigi, costruita da Fontaine nel 1829
- Passage Pommeraye a Nantes, del 1843
- Jardin d'Hiver a Lione di Hector Horeau (1841)
- Biblioteca Sainte-Geneviève a Parigi, di Henri Labrouste
- Biblioteca Nazionale a Parigi, di Henri Labrouste
- La Gare du Nord, stazione parigina del 1862
- Mercato coperto della Madeleine a Parigi (1824)
- Grand Halles di Parigi (1853)
- Chiesa di St-Eugène a Parigi
- Halle de Machines dell'Esposizione di Parigi del 1889
- Torre Eiffel, progettata da Gustave Eiffel per l'Esposizione del 1889.

In Inghilterra:
- Ponte in ghisa sul fiume Severn ("Iron Bridge") (1779)
- Grande Serra di Chatsworth nel Derbyshire
- Stazione di King's Cross a Londra
- Crystal Palace per l'Esposizione di Londra, andato distrutto nel 1936 a causa di un incendio
- Museo dell'Università di Oxford, in cui si riprendono elementi dell'architettura neogotica.

In Italia:
- Ponte della Becca a Pavia di Jules Röthlisberger costruito tra il 1910 e il 1912, è la seconda struttura in ferro più grande del mondo.[senza fonte]
- Galleria De Cristoforis a Milano, di Andrea Pizzala (1831)
- Ponte Real Ferdinando sospeso a catene sul fiume Garigliano (1828)
- Ponte Leopoldo II a Poggio a Caiano di Alessandro Manetti (1833)
- Chiesa di S. Leopoldo a Follonica di Carlo Reishammer (1836)
- Porta San Marco a Livorno, di Carlo Reishammer, (1840)
- Teatro Goldoni di Livorno, inaugurato nel 1847
- Galleria Vittorio Emanuele II a Milano, di Giuseppe Mengoni, iniziata nel 1865 in stile neorinascimentale
- Mercato Centrale e il Mercato di Sant'Ambrogio di Firenze, progettato da Giuseppe Mengoni e costruiti tra il 1870 ed il 1874
- Galleria Mazzini a Genova, costruita a partire dal 1870
- Tepidarum del giardino dell'Orticoltura a Firenze, 1880, arch. Giacomo Roster.
- Ponte di Ferro sul fiume Belice risalente alla fine del XIX secolo della tratta ferroviaria Castelvetrano-Porto Empedocle
- Ponte di Ferro sul fiume Irminio risalente alla fine del XIX secolo della tratta ferroviaria Siracusa-Gela-Canicattì
- Giardino d’Inverno di Villa Zingali a Catania del 1930
- Giardino d’Inverno di Villa Malfitano a Palermo (1889)
- Serre monumentali dell’Orto botanico di Palermo intorno alla metà del XIX secolo
- Serra monumentale del Giardino Inglese a Palermo(1851)
- Galleria delle Vittorie a Palermo del 1935
- Cassa Armonica del parco Giardino Bellini a Catania(1879)
- Galleria Vittorio Emanuele III di Messina(1924-1929)
- Tettoia e pensiline della Stazione di Taormina-Giardini del 1866
- Galleria Umberto I a Napoli, aperta nel 1890 dopo tre anni di lavori
- Mercato delle vettovaglie di Livorno, aperto nel 1894
- Ponte San Michele, sul fiume Adda, realizzato tra il 1887 ed il 1889
- Deposito tranviario di via Messina a Milano (1912)
- Antica Tettoia dell'Orologio di Porta Palazzo a Torino (1916)
- Tettoia della stazione di Milano Centrale, di Alberto Fava (1931).

Nel resto d'Europa:
- Ponte Maria Pia di Porto progettato dal francese Gustave Eiffel
- Ponte Dom Luís I di Porto costruito su due livelli costruito dal belga Théophile Seyrig
- Stazione ferroviaria di Francoforte sul Meno, in Germania
- Anhalter Bahnhof di Berlino, del 1878
- Palazzo di Cristallo di Madrid
- Galerie St-Hubert a Bruxelles, del 1847.

Negli Stati Uniti d'America, con l'avvio della Scuola di Chicago:
- Home Insurance Building di Chicago, considerato il primo grattacielo del mondo, costruito nel 1885 e demolito nel 1931, che preannuncia la grande fortuna che questa tipologia di struttura avrà soprattutto nel Novecento proprio negli Stati Uniti
- Marshall Field's Wholesale Store di Chicago, commissionato nel 1885
- Reliance Building a Chicago, un grattacielo ancor oggi esistente cominciato nel 1890.